# Grigori Kózintsev
Grigori Mikhàilovitx Kózintsev (en rus: Григо́рий Миха́йлович Ко́зинцев; Kíev, 22 de març de 1905 - Leningrad, ara Sant Petersburg, 11 de maig de 1973) va ser un director de cinema soviètic rus.
Va estudiar a l'Acadèmia Imperial de les Arts i va començar a fer pel·lícules el 1921. Les seves pel·lícules mudes, incloent Shinel (L'abric), pel·lícula animada de 1926 basada en una obra de Nikolai Gògol, i Nova Babilònia (1929), tenen el to de l'expressionisme, mentre que en els inicis del cinema sonor, (Odna, 1931) va utilitzar les tècniques experimentals de muntatge de so. Kózintsev va obtenir el seu major reconeixement per les adaptacions que va realitzar de William Shakespeare (Hamlet i El Rei Lear) i Miguel de Cervantes (El Quixot).

## Filmografia
- 1924: Pokhojdénia Oktiabrini
- 1925: Mixki protiv Iudenitxa
- 1926: Txiórtovo koleso
- 1926: Shinel
- 1927: S.V.D. - Soiuz velíkogo dela
- 1927: Bratixka
- 1929: Novi Vavilon
- 1931: Odna
- 1935: Iunost Maksima
- 1937: Vozvraixtxénie Maksima
- 1939: Viborgskaia storona
- 1941: Odnajdi nótxiu
- 1943: Iuni Frits
- 1945: Próstie liudi
- 1947: Pirogov
- 1953: Belinski
- 1957: Don Kikhot
- 1964: Gamlet
- 1971: Korol Lir

### Premis
- Orde de Lenin (2)
- Premi Stalin (1941), una trilogia sobre Maxim (1934, 1937, 1938)
- Premi Stalin (1948) per la pel·lícula "pastís" (1947)
- Premi Lenin (1965) per la pel·lícula "Hamlet" (1964)
- Artista del Poble de l'URSS (1964)